# Жумабаев, Амангельды Жумабаевич
Амангельды Жумабаевич Жумабаев (род. 4 октября 1951, с. Коктобе (ныне Енбекшиказахский район, Алматинской области Казахстана) — казахский государственный деятель, заместитель Министра иностранных дел Республики Казахстан (5 мая 2011 — 11 февраля 2013), дипломат, Чрезвычайный и полномочный посол Республики Казахстан, математик, экономист. Кандидат экономических наук (1982).

## Биография
В 1974 году окончил механико-математический факультет Казахского Государственного университета им. С. Кирова (теперь Казахский национальный университет имени аль-Фараби), по специальности «математика». Затем в 1978 — планово-экономический факультет Алма-Атинского института народного хозяйства (теперь Казахский экономический университет имени Т. Рыскулова) и Академию народного хозяйства при Совете Министров СССР (1991).
В 1982 закончил очную аспирантуру Всесоюзного научно-исследовательского института экономики сельского хозяйства в Москве.
Кандидат экономических наук (1982).
С ноября 1996 года — на дипломатической службе Казахстана.
В 1996—1999 — Чрезвычайный и Полномочный Посол Республики Казахстан в Малайзии, позже Чрезвычайный и Полномочный Посол Республики Казахстан в Туркменистане (1999—2004).
С декабря 2003 по май 2011 года — Чрезвычайный и Полномочный Посол Республики Казахстан на Украине и Чрезвычайный и Полномочный Посол Республики Казахстан в Республике Молдова (по совместительству).
C 5 мая 2011 по 11 февраль 2013 работал заместителем Министра иностранных дел Республики Казахстан.
С 11 февраля 2013 назначен послом в Азербайджан.
За годы дипломатической службы регулярно публиковался в средствах массовой информации Казахстана и стран пребывания. Автор книги «Казахстан-Украина: между прошлым и будущим» (2010).

## Награды
- Почётная грамота Республики Казахстан (2002),
- Орден «Курмет» (2007),
- Медаль «10 лет независимости Республики Казахстан» (2001),
- орден «За великую любовь к Независимому Туркменистану» (Туркменистан, 2003)
- Медаль «10 лет Конституции Республики Казахстан» (2005),
- Медаль «10 лет Парламенту Республики Казахстан» (2006),
- Медаль «10 лет Астане»(2008).
- Орден князя Ярослава Мудрого V степени (Украина, 25 февраля 2008) — за значительный личный вклад в укрепление дружбы между народами Украины и Казахстана, развитие украинско-казахстанского сотрудничества[1].
- Отмечен Благодарностью Президента Республики Казахстан в 2005 и 2010 гг.